# Churwell
Churwell – osada w Anglii, w West Yorkshire, w dystrykcie metropolitalnym Leeds, w Morley North. Dzielnica liczy 6384 mieszkańców.